# Argocoffeopsis rupestris
Argocoffeopsis rupestris är en måreväxtart som först beskrevs av William Philip Hiern, och fick sitt nu gällande namn av Elmar Robbrecht. Argocoffeopsis rupestris ingår i släktet Argocoffeopsis och familjen måreväxter.

## Underarter
Arten delas in i följande underarter:
- A. r. rupestris
- A. r. thonneri